# Туюк
Туюк (каз. Тұйық) — село в Кегенском районе Алматинской области Казахстана. Административный центр и единственный населённый пункт Туюкского сельского округа. Код КАТО — 195871100.

## История
До 2013 года Туюк являлся посёлком городского типа.

## Население
| Численность населения | Численность населения | Численность населения | Численность населения | Численность населения |
| 1970                  | 1979                  | 1989                  | 1999                  | 2009                  |
| --------------------- | --------------------- | --------------------- | --------------------- | --------------------- |
| 1678                  | ↘1343                 | ↗1541                 | ↘1425                 | ↘1296                 |

В 1999 году население села составляло 1425 человек (775 мужчин и 650 женщин). По данным переписи 2009 года, в селе проживало 1296 человек (637 мужчин и 659 женщин).